# Heitzles
Heitzles ist eine Ortschaft und eine Katastralgemeinde der Gemeinde Kottes-Purk im Bezirk Zwettl in Niederösterreich.
Der Ort liegt nördlich von Purk an der Landestraße L7165.

## Geschichte
Der Ort wird spätestens 1302 zum ersten Mal schriftlich erwähnt.
Im Eintrag der Josephinischen Fassion aus Jahre 1786/87 gab es im heutigen Ort 12 Häuser.
Im Jahr 1822 wurde der Ort als Dorf mit dreizehn Häusern genannt, das nach Purk eingepfarrt war, wohin auch die Kinder eingeschult wurden. Die Herrschaft Prandhof besaß die Ortsobrigkeit, übte die Landgerichtsbarkeit aus, besorgte die Konskription und hatte die Grundherrschaft inne.
Nach der Entstehung der Ortsgemeinden 1849 wurde der Ort eine Katastralgemeinde der Ortsgemeinde Purk.
Laut Adressbuch von Österreich waren im Jahr 1938 in Heitzles ein Sägewerk, ein Tischler und zwei Landwirte mit Ab-Hof-Verkauf ansässig.
Im Zuge der Niederösterreichischen Kommunalstrukturverbesserung wurde der Ort durch die Auflösung der Gemeinde Purk am 1. Januar 1967 ein Teil der Gemeinde Kottes-Purk.

## Siedlungsentwicklung
Zum Jahreswechsel 1979/1980 befanden sich in der Katastralgemeinde Heitzles insgesamt 26 Bauflächen mit 12.604 m² und 17 Gärten auf 6.268 m², 1989/1990 gab es 34 Bauflächen. 1999/2000 war die Zahl der Bauflächen auf 62 angewachsen und 2009/2010 bestanden 39 Gebäude auf 68 Bauflächen.

## Bodennutzung
Die Katastralgemeinde ist landwirtschaftlich geprägt. 171 Hektar wurden zum Jahreswechsel 1979/1980 landwirtschaftlich genutzt und 54 Hektar waren forstwirtschaftlich geführte Waldflächen. 1999/2000 wurde auf 154 Hektar Landwirtschaft betrieben und 70 Hektar waren als forstwirtschaftlich genutzte Flächen ausgewiesen. Ende 2018 waren 151 Hektar als landwirtschaftliche Flächen genutzt und Forstwirtschaft wurde auf 70 Hektar betrieben. Die durchschnittliche Bodenklimazahl von Heitzles beträgt 29,2 (Stand 2010).